# توجيه بصلي

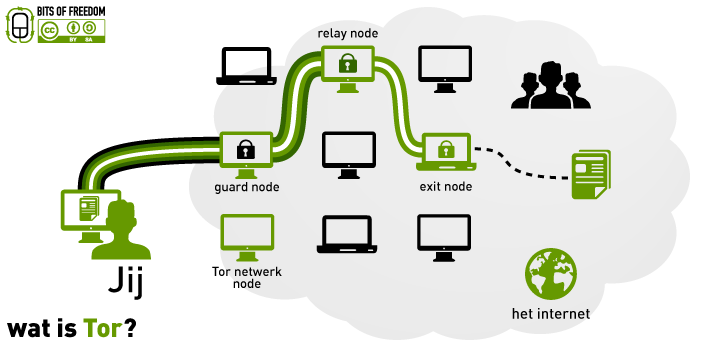

التوجيه البصلي (بالإنجليزية: Onion Routing)‏ يتألف برنامج التوجيه البصلي من مشاريع البحث، وتصميم البناء، وتحليل نظم الاتصالات المجهولة. يتم التركيز على نظم عملية للاتصالات منخفضة المكمون المستندة إلى الإنترنت التي تقاوم تحليل حركة المرور، والتنصت، وغيرها من الهجمات على حد سواء من قبل الغرباء (الموجهات الإنترنت على سبيل المثال) ويكيليكس (التوجيه البصلي إلى ملقمات أنفسهم). التوجيه البصلي يمنع النقل المتوسطة من معرفة من هو المتصل مع من في الشبكة فقط يعرف أن الاتصالات تجري. وبالإضافة إلى ذلك، يتم إخفاء محتوى الاتصال من المتصنتون تصل إلى النقطة التي يترك حركة المرور في شبكة OR.

## «تور»: الجيل 2 التوجيه البصلي
أحدث نظام التوجيه البصلي متاح بحرية ويعمل على معظم أنظمة التشغيل المشتركة. هناك شبكة من العقد «تور» عدة مئات، وتجهيز المرور من مئات الآلاف من المستخدمين المجهولين. (والحماية التي يوفرها النظام يجعل من الصعب تحديد عدد المستخدمين أو اتصالات التطبيق.) بالضبط العدد الحالي والتاريخي لعقد تور العالمية وحجم حركة المرور وصفت بيانياً معالجتها هنا. رمز وثائق منشورة تحت رخصة حرة. تحقق من «موقع تور»
حماية التوجيه البصلي مستقلة عن ما إذا كان يتم إخفاء هوية البادئ اتصال (المرسل) من مستجيب للاتصال، أو العكس بالعكس. قد يرغب المرسل والمتلقي لتحديد وتوثيق حتى مع بعضها البعض، ولكن لا يرغبون في معرفة الآخرين أنهم متواصلون معهم (أي مزود الخدمة). قد يرغب المرسل بأن اتصاله يكون مخفي من الملقم. هناك العديد من الطرق التي تمكن للخادم الويب من استدلال على هوية العميل الذي يزور عليه، ويمكن استخدام العديد من مواقع اختبار لإثبات ذلك. ويمكن استخدام الوكيل الترشيح للحد من خطر المعلومات تحديد من عميل الوصول إلى الملقم. التوجيه البصلي يجعل حاليا استخدام تصفية Privoxy يباع عادة لهذا الغرض.